# Banu Sulaym
 (octobre 2017).
- Si vous ne connaissez pas le sujet, laissez ce bandeau (vous pouvez alors contacter les auteurs).
- Si vous supprimez le contenu mis en cause (vous pouvez préalablement contacter les auteurs),

argumentez précisément cette suppression dans la page de discussion
(un manque de référence n'est pas un argument ; une recherche réelle de référence doit avoir été effectuée, être formellement documentée).
 (octobre 2017).
Si vous disposez d'ouvrages ou d'articles de référence ou si vous connaissez des sites web de qualité traitant du thème abordé ici, merci de compléter l'article en donnant les références utiles à sa vérifiabilité et en les liant à la section « Notes et références ».
Les Banu Sulaym (arabe: بنو سُلَيم) étaient une confédération de tribus arabes originaire du Nejd et du Hedjaz, régions faisant actuellement partie de l'Arabie saoudite, qui émigra vers la Haute-Egypte  au Xe siècle, puis vers le Maghreb (Algérie, Tunisie, Libye et Maroc) au XIe siècle.

## Origine
Ils ont contribué, avec les Banu Hilal, à l'arabisation linguistique, culturelle et ethnique de l'Afrique du Nord et dans la propagation du nomadisme dans les zones où l'agriculture était dominante.

## Factions
- Debbab : 
  - Oulad-Ah’med.
  - Beni-Yezid.
  - Sobh’a.
  - H’amarna.
  - Khardja.
  - Oulad-Ouchah’ 
    - Oulad Mehamid,
    - Djouari

  - Oulad-Sinane.
  - Nouaïl.
  - Slimane
  - Ouled slim (أولاد سليم)[3],[4] : 
    - Ch'hida (شهيدة),
    - Dghaghra (دغاغرة),
    - Ajerda (عجاردة),
    - Dhibet (ذهيبات),
    - Mekbla (مقابلة),
    - Ghefarra (غفافرة),
    - Mkhalba (مخالبة)

- Oulad Abdelhamid (أولاد عبد الحميد) : 
  - Al Krachoua (الكرشاوة),
  - Oulad al Azreq' (الزرقان),
  - Oulad Mehiri,
  - Oulad Aoun (اولاد عون),
  - Al Hemidia (حميدية)

- Heïb : 
  - Chemmakh.
  - Sâlem 
    - Ah’med,
    - Amaïm,
    - Alaouna,
    - Oulad-Merzoug.

  - Beni-Lebid.
- Zir’b ou Zoghb

- Aouf : 
  - Mirdas.
  - Allaq: 
    - Kaoub 
      - Al achach,
      - Awled-Abi-Alleyl ou Bellil,
      - Awlad-Mohelhel.

    - Dellab (Troud)
    - Mohelhel
    - Riah’-ben-Yah’ïa
    - H’abih
    - Hisn (Beni-Ali, H’akim) :
      - Beni-Ali : 
        - Oulad-Mrai
        - Oulad-Soura.
        - Oulad-Nemi.
        - Bedrâna.
        - Oulad-Oum-Ah’med.
        - Hâdra.
        - Redjelane.
        - Djoméïate.
        - H’omr.
        - Meçanïa.
        - Ahl-Hocéïne.
        - H’edji,

      - H’akim (Nord-Ouest Tunisien "Rekba" ou "Regba" au sud de la Kroumirie):
        - Oulad-Djaber. Chr’aba. Naïr. Zéïad. Noua. Makâd. Molâb. Ah’med.
          - -Ouled Fares; Oulad Fares, Oulad Sbihi, El Maizia, El Tababa, Oulad Sidi Abid
          - -El Madafya;  El Madafya, Ouled Zeman, El Alalcha
          - -El Khemanche
          - -Al Afriat

- Tribus d'origine indécise, alliées aux Sulaym :
  - Troud & Adouane : Nacera : Azza : Chemal, Mehareb. Korra :
  - Jelidet (جليدات) de Tataouine et Beni Blel
  - Beni Suwayd (بني سويد) du Dahra-Ouarsenis.

## Autres personnalités
- At-Tirmidhî[5] (824 ap. J.-C – 892 ap. J.-C), érudit musulman